# Лисянка (Вінницький район)
Лисянка — село в Україні, у Вінницькому районі Вінницької області. Входить до складу Якушинецької сільської громади.

## Історія
До 1700 року земля на якій знаходиться село Лисянка було під Турецьким Володінням. Виникло село на початку 11 ст. Його назва походить від прізвища першого поселенця — Лисенко Карпа. З північного боку за селом є великий став, що відділяє село від орних земель. Від Вінниці на відстані 18 верств і від поштового відділення у Браїлові на відстані 8 верств. Клімат — здоровий, ґрунт — чорнозем з піском. Жителі села селяни — українці, займаються здебільшого землеробством; лише окремі з них — ковальською справою, ткацтвом і відхідними промислами. Ділилося село на кутки: «Прокат» — по цій дорозі любив пан прокатуватись(від цього і назва — «ПРОКАТ»;
«Ромінія» — походить від першого поселенця на кутку — діда «РОМИ»;
«Сидорівка» — походить від прізвища — Сидорук, який першим поселився на цьому кутку;
«Вигін» — це куток на який вигонили худобу пасти;
В селі нараховувалось 802 жителі — це було найбільше село з сіл Пултівці і Красне. Існуючий нині храм збудовано у 1897 році на кам'яній основі, з дубового дерева на кошти парафіян, вартістю 8000 крб. без іконостаса, які перенесено зі старого храму. Освячений на честь Чуда св. Архистратига Михайла. Поряд із новим храмом стояв і старий, з окремою дзвіницею, споруджений у 1761 р. завдяки поміщику Богатку і парафіянам, також посвячений на честь Чуда св. Архистр. Михайла. У храмі була шанована всіма ікона Божої Матері з Дитятком Ісусом на лівій руці, богомольці сходяться на поклоніння цій святині на Вознесіння Господнє, 24 червня, 6 вересня та 18 вересня — у храмові свята; ікона ця писана на полотні на темному фоні і іменується «ВИДУБИЦЬКОЮ» — коли вона з'явилась у храмі відомостей немає. Парафіян 402 чоловіки і 399 жінок. Церковно — парафіяльна школа відкрита з 1864 року.
В 1932 році церква була закрита та пограбована приміщення віддали під склад. У 1942 сільський староста Коробчинський Григорій Іванович організував роботу по відбудові храму, жителям с. Лисянка, що ремонтували церкву він платив зерном (допомагали ремонтувати церкву Скорінчук Яким, Коробчинський Панас Іванович. Церква знову була відновлена і працювала до 60-тих року. Другий раз її закрили за несплату податків. Знову була пограбована, а в приміщення зсипали зерно. Вдруге реставрацію церкви розпочали в 1990 році. Трудящі брали активну участь у боротьбі проти царизму 1905–1907 р. Більшовицьку владу було проголошено в кінці 1917 р. Після революції в селі Лисянка було створено молочарське товариство, головою якого був Заверуха Панас. В 1929–1930 роках розпочалася колективізація. Був організований колгосп ім. «Ленінської перемоги». Першим головою колгоспу був Горбовський Матвій Дем'янович цей час була відкрита хата — читальня, контора, магазин. В 1922–1923 роках появився перший трактор американський «Форзон», тракторист був чужий, свого ще село не мало. Першими сільськими трактористами були: Шевчук Яків Порфирович та Багнюк Сергій Семенович, яких послали вчитися за хорошу роботу на трактористів.
1932–1933 роки перенасичені трагічними подіями. Це події штучного голоду. Він смертельним вихором пройшовся по колись благодатних родючих землях села і майже викосив все живе. Ці роки для Лисянки стали страшною трагедією, адже тут голодною смертю померло 336 осіб. На кутку «Ромінія» вимерла майже вся вулиця, тут жили бідняки, які не мали свого поля, крім городу біля хати, вони наймалися до багатих на роботу за п'ятий сніп. Результатом доведених до відчаю людей було те, що в селі було дві жінки, які їли дітей — це Меланка Бабак та Саюк Ликора, яку назвали «Стратеїха» вона зарізала сусідську дівчинку Катю, за це її живцем закопали у Бондаровій поляні, а Меланка втекла з села. Сільські активісти Горбовський Матвій, Потапова Меланка, Холод Фрасина забирали останнє зерно сховане на чорний день. Сторож Сафрон козоріз та Багнюк Павло, якого прозвали «слизький» забили Івана Шкірку за те, що їв ягоди на черешні, а дітей нагайками зганяли з липи, бо вони об'їдали листя, вимирали цілими сім'ями, вулицями по селу їздила підвода і збирала мертвих та вивозили на цвинтар і скидали у велику яму, а деякі люди лежали на вулицях два, три дні. На старому кладовищі знаходиться Братерська могила, де хоронили усіх померлих, а на новому стоїть великий хрест «Фігура», де також поховано вісімнадцять чоловік.
В роки Німецько-радянської війни в селі Лисянка загинуло 37 чоловік. Післявоєнна податкова система важким тягарем лягла на плечі селян.
В 1955–1956 роках був створений радгосп в селі директором призначили Бершадського, керуючим був Милосердов Іван Михайлович. В цей час була відкрита школа — семирічка з розкуркуленої хати зробили — клуб. Життя селян покращало.
В 60- тих роках села: Пултівці, Красне, Лисянка були об'єднані в один радгосп «Красний». Першим директором радгоспу був Гусляков Іван Іванович. с. Пултівці стало центром радгоспу, поштовим відділенням, амбулаторією, аптекою, будинком культури, середньою школою. Села Красне і Лисянка стали бригадними селами.
Життя селян в цей період стало кращим. Людей забезпечили роботою, люди за працю отримували зарплату.
В радгоспі почали вирощувати хміль, ефіро — масляні культури, овочі, фрукти, велику рогату худобу, свині, вівці, коні.
По відділку с. Лисянка нараховується 768 га землі в тому числі орної 679 га. Побудовано комплекс ВРХ на два села, нараховувалось 420 голів худоби, молодняку — 540 голів, пасіка — 70 сімей, тракторна бригада на два села, де рахувалося 35 тракторів та 6 комбайнів. В 60- тих роках був побудований магазин та шестиквартирний будинок. У 1980 — тих роках було побудовано клуб на 200 місць, бібліотека, медпункт.
В 1989 році побудовано сім нових будинків для молодих робітників радгоспу, дитячий садочок, нова початкова школа. В 1992 році побудовано зерносховище.